# Metropolia Hankou
Metropolia Hankou – metropolia Kościoła rzymskokatolickiego w Chińskiej Republice Ludowej. Erygowana w dniu 11 kwietnia 1946 roku. W skład metropolii wchodzi 1 archidiecezja i 8 diecezji.
W skład metropolii wchodzą:
- Archidiecezja Hankou
  - Diecezja Hanyang
  - Diecezja Laohekou
  - Diecezja Puqi
  - Diecezja Qichun
  - Diecezja Shinan
  - Diecezja Wuchang
  - Diecezja Xiangyang
  - Diecezja Yichang